# Arrondissement del dipartimento dell'Alta Loira

I tre arrondissement dell'Alta Loira nella regione Alvernia-Rodano-Alpi dal 2017

Gli arrondissement del dipartimento dell'Alta Loira, nella regione francese dell'Alvernia-Rodano-Alpi, sono tre: Brioude (capoluogo Brioude), Le Puy-en-Velay (Le Puy-en-Velay)  e Yssingeaux (Yssingeaux).

## Composizione

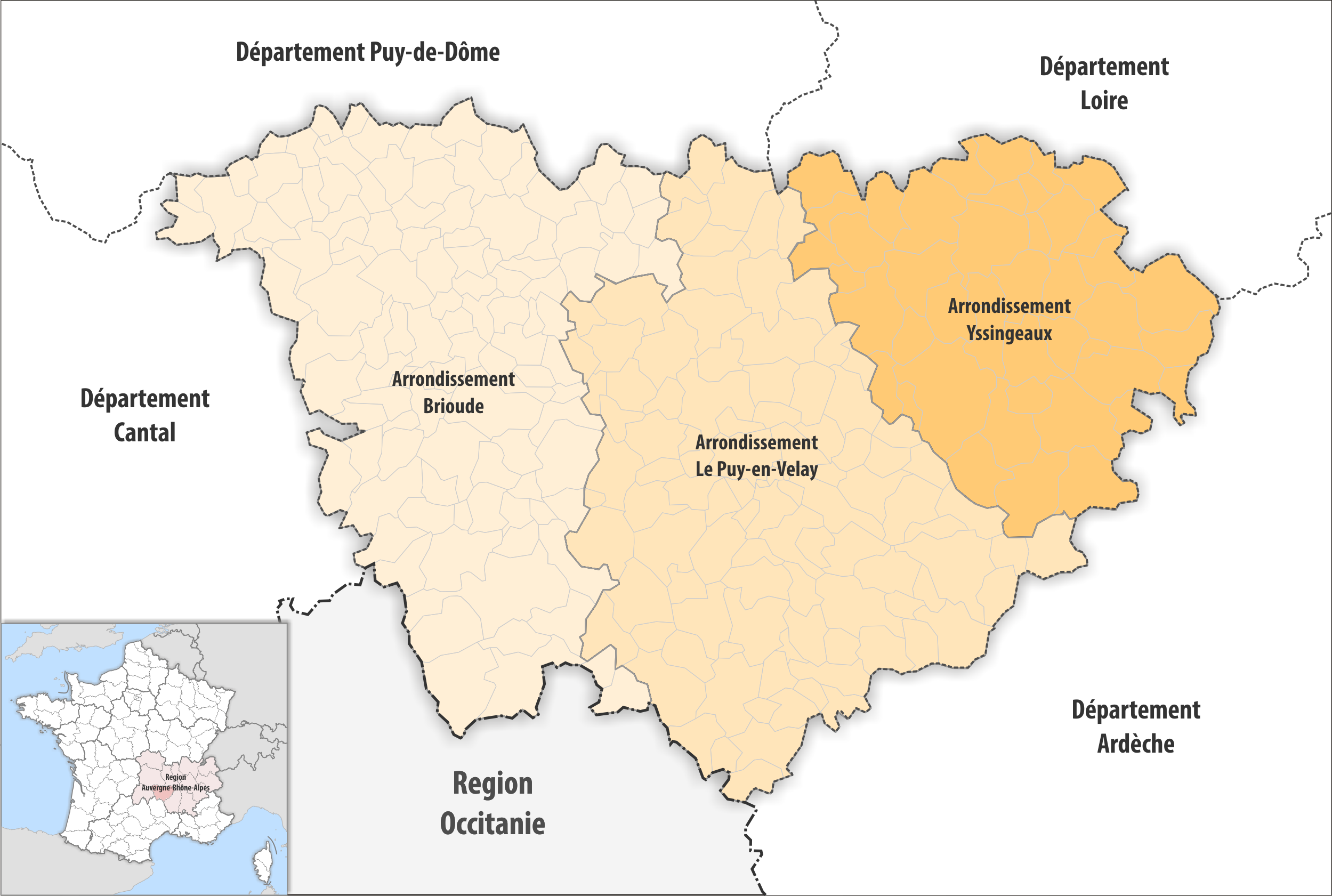
Mappa degli arrondissement del dipartimento dell'Alta Loira

| Nome                              | Codice INSEE | N° di comuni | Superficie km2 | Popolazione | Densità (abitanti/km2) |
| --------------------------------- | ------------ | ------------ | -------------- | ----------- | ---------------------- |
| Arrondissement di Brioude         | 431          | 111          | 1 886,8        | 45 356      | 24                     |
| Arrondissement di Le Puy-en-Velay | 432          | 102          | 1 930,7        | 96 725      | 50                     |
| Arrondissement di Yssingeaux      | 433          | 44           | 1 159,7        | 85 471      | 74                     |
| Dipartimento dell'Alta Loira      | 43           | 257          | 4 977,2        | 277 552     | 46                     |

## Storia
- 1793: istituzione del dipartimento dell'Alta Loira  con tre distretti: Brioude, Monistrol e Le Puy.
- 1800: istituzione degli arrondissement di: Brioude, Le Puy e Yssingeaux
- 1926: l'arrondissement d'Yssingeaux è soppresso.[5][6]
- 1942: l'arrondissement d'Yssingeaux è ripristinato.
- 1988: Le Puy assume il nome di Le Puy-en-Velay.[7]
- 2007: il cantone di Saugues passa dall'arrondissement di Puy-en-Velay all'arrondissement di Brioude.[8]